# 心の扉をあけよう
「心の扉をあけよう」（Brand New Key）は、メラニーが1971年に発表した楽曲。各国で大ヒットしたノヴェルティ・ソング。

## 概要
語り手は昼中にローラースケートを履いて男の子の家まで行く。「私は新品のローラースケートを一足持ってて、あなたは新しい鍵を持っている。私たちいっしょになるべきだと思うし、ぜひとも合わせてみましょう」と提案するが、彼女は、彼が避けているように思われて仕方がない。
作品が生まれた経緯についてメラニーは後年次のように述べている。
なお当時のローラースケートは、「スケートキー」と呼ばれるキーを用いて、足に合わせてサイズを調整できる仕組みになっていた。
メラニーは1971年、ブッダ・レコードから離れ、夫のピーター・シュケリックとネイバーフッド・レコード（Neighborhood Records）を設立した。メラニーはニューヨークのアレグロ・サウンド・スタジオでアルバムのレコーディングを行う。プロデューサーは夫が務め、編曲はロジャー・ケラウェイが務めた。「心の扉をあけよう」はアルバムの先行シングルに選ばれ、同年9月に発売された。B面は「人の噂（Some Say (I Got Devil)）」。
1971年12月25日から1月8日にかけてビルボード・Hot 100で3週連続1位を記録した。また、イージーリスニング・チャートの5位を記録し、ビルボードの1972年年間チャートの9位を記録した。カナダ、オーストラリア、ニュージーランド、南アフリカで1位、イギリスで4位、アイルランドで8位を記録するなど世界的なヒット作品となった。

## カバー・バージョン
- シャロン、ロイス&プラム - 1995年のアルバム『Let's Dance!』に収録。
- ディアナ・カーター - 1998年のアルバム『Everything's Gonna Be Alright』に収録。
- キャサリン・マクフィー - 2010年のアルバム『Unbroken』に収録。
- オリビア・ニュートン＝ジョン - 2011年公開の映画『A Few Best Men』のサウンドトラック。